# Æthelwine (vescovo di Durham)
Æthelwine (... – 1071  circa) è stato un vescovo cattolico inglese.
È stato l'ultimo vescovo anglosassone di Durham, l'ultimo che non ebbe anche responsabilità secolari, nonché l'unico vescovo inglese al tempo della conquista normanna che non rimase fedele al re Guglielmo il Conquistatore.  Altre grafie del suo nome sono Egelwin, Aethelwyne, Aethelwine, Aethelwyn, Ethelwin, o Aethelwin.

## Biografia
Æthelwine fu consacrato vescovo nel 1056. Fu ricevuto nella sede vescovile da Tostig, conte di Northumbria, per decisione del re Edoardo il Confessore. Æthelwine era il fratello del precedente vescovo, Æthelric, che era stato costretto a dimettersi dopo uno scandalo finanziario. Nel 1059, insieme a Tostig e a Cynesige, arcivescovo di York, Æthelwine accompagnò re Malcolm III di Scozia alla corte di re Edoardo, dove Malcolm potrebbe aver riconosciuto Edoardo come suo sovrano. Nel 1065 Æthelwine supervisionò la traslazione delle reliquie del santo Oswine di Deira a Durham.
Come già avvenuto per suo fratello, Æthelwine era malvisto dal clero della sua cattedrale, soprattutto perché non era della zona e perché la carica non gli era stata affidata su proposta del capitolo. Comunque, quando nel 1065 i monaci del capitolo della cattedrale furono tra i capi della vittoriosa rivolta contro Tostig,  Æthelwine mantenne la carica di vescovo.
Dopo la conquista normanna Æthelwine fu inizialmente fedele al re Guglielmo, e nell'estate del 1068 gli si sottomise a York. La sottomissione avvenne subito dopo che Guglielmo costruì il primo castello a York e ricevette la sottomissione della maggior parte dei thegn settentrionali.  Æthelwine portò inoltre a Guglielmo il messaggio che il re Malcolm III di Scozia desiderava vivere in pace con il nuovo re inglese. Guglielmo allora inviò Æthelwine alla corte di Malcolm per esporgli le sue condizioni di pace, che furono accettate.
Nel 1069, quando il nuovo conte di Northumbria Robert de Comines arrivò a nord per iniziare a governare e ristabilire il potere normanno nella regione, Æthelwine lo avvertì della presenza nella zona di un forte esercito inglese. Purtroppo il nuovo conte non prestò attenzione all'avvertimento, e fu sorpreso ed arso vivo nella casa del vescovo nelle prime ore del mattino del 28 gennaio 1069.
Quando Guglielmo marciò verso nord nel corso della spietata campagna nota come Devastazione dell'Inghilterra settentrionale, Æthelwine tentò la fuga a Lindisfarne portando con sé molti tesori della Northumbria (incluso il corpo di San Cuthberto), ma fu catturato, dichiarato fuorilegge, imprigionato, ed infine morì in reclusione nell'inverno 1071–1072; la sua sede rimase temporaneamente vacante finché Guglielmo non nominò suo successore il lotaringio William Walcher.